# Arijanstvo
Arijanstvo je kristološki nauk što ga je širio prezbiter Arije, koji je živio i naučavao u ranom 4. stoljeću u Aleksandriji u Egiptu. Prema ovom nauku božanska narav Isusova podređena je naravi Boga Oca, pa je tako bilo vrijeme u kojem druga božanska osoba nije postojala, već je stvorena od Oca. Arijanstvo je u 4. i 5. stoljeću bilo vrlo rašireno u Crkvi. Arijev je nauk osuđen kao hereza na Prvom nicejskom saboru.

## Zagovornici i protivnici
Značajniji zagovornici arijanstva bili su, osim samog Arija, biskup Euzebije Cezarejski, Eunomije, protupapa Feliks II., Wulfila te carigradski patrijarsi: Macedonije (342. – 346., 351. – 360.), Eudoksije Antiohijski (360. – 370.), Demofil (370. – 379.) i Maksencije (380.).
Glavni protivnici arijanstva i branitelji trinitarnog pravovjerja bili su: sveti Atanazije Aleksandrijski, sveti Bazilije Veliki, sveti Grgur Nazijanski, sveti Grgur Niški, sveti Ambrozije i sveti Hilarije iz Poitiersa. Sveti Ambrozije je 381. predsjedavao koncilom na kojem je osuđeno arijanstvo. Akvilejski koncil se održao 381. godine.

## Nauk
Bilo je više inačica arijanstva, no sljedeće točke zajedničke su većini sljedbenika:
- Samo je Otac Bog: samo on je nestvoren, vječan, mudar, dobar, nepromjenjiv.

- Bog nije mogao sam izravno stvoriti svijet, nego uz pomoć posrednika - Logosa (grč. Riječ) - koji je sam stvoren. Sin Božji je preegzistentan, to jest postoji oduvijek i prije svijeta, i on je međubiće, između Boga i svijeta, savršen odraz Oca. Može ga se označiti i kao Boga, ali samo u metaforičkom smislu. On je ipak stvorenje, premda prvo Božje stvorenje. Načinjen je, ne iz iste biti Očeve, nego iz ničega, voljom Očevom, prije vremena, ali opet u vremenu. Stoga on nije vječan, te je »bilo vrijeme u kojem ga nije bilo.« Tako su i njegova moć, njegova mudrost i njegovo znanje ograničeni.

Većina arijanaca naučavala je da Logos ne poznaje Oca savršeno, te ga ne može savršeno objaviti. Ipak, arijanac Eunomije naučavao je da Logos bolje poznaje Oca nego sebe sama.

## Povijest
Sukob između arijanstva i trojstvenoga vjerovanja, koje će prevagnuti u Crkvi, bio je prvi veći doktrinalni sukob nakon što je bizantski car Konstantin I. Veliki priznao kršćanstvo kao dozvoljenu religiju.
Od kasnog trećeg, pa kroz čitavo četvrto stoljeće u ovim su raspravama sudjelovali vodeći slojevi Crkve, ali i obični vjernici, pa čak i sama carska obitelj.
321. Arije je osuđen na sinod u Aleksandriji, no kako je imao snažan utjecaj u aleksandrijskoj teološkoj školi, Arijev se nauk proširio istočnim Sredozemljem. Sukob je postao tako snažan da je car Konstantin sazvao prvi ekumenski sabor Crkve, poznat i kao Prvi nicejski sabor. Na njemu je osuđeno Arijevo učenje, te prihvaćeno Nicejsko vjerovanje  izvorni tekst na WikIzvoru: tekst, koje će postati temeljem ispovijesti vjere Crkve. U središtu toga vjerovanja stoji izjava da je Sin istobitan (grč. homoousios) Ocu.
Konstantin je nakon sabora protjerao biskupe koji nisu podržali Nicejsko vjerovanje ili su odbili osuditi Arija, te je odredio da se svi primjerci Arijevog djela Thalia spale.
Ipak, car se ubrzo opet približio arijancima, te je svrgnuo Atanazija Aleksandrijskog s biskupske stolice i otjerao ga u progonstvo, smatrajući ga zaprekom pomirenju. Nakon Konstantina, i njegovi će nasljednici pogodovati arijancima. Konstancije II., koji je 353. postao jedini car. svrgnuo je pravovjernog papu Liberija i na njegovo mjesto postavio protupapu Feliksa II. Potakao je također više mjesnih crkvenih sinoda koji su trebali naći neko kompromisno rješenje.
Takvo će stanje dovesti do saziva Prvog carigradskog sabora, na kojem je još jasnije izrečen trojstveni nauk Crkve i ponovno osuđeno arijanstvo. Nicejsko je vjerovanje prošireno, a novi se tekst obično naziva Nicejsko-carigradsko vjerovanje  izvorni tekst na WikIzvoru: tekst.

## Arijanstvo u ranom srednjem vijeku
Dok je arijanstvo cvalo u Carigradu, gotski obraćenik Vulfil poslan je kao misionar gotskim barbarima s onu stranu Dunava, a iz političkih ga je razloga podržavao Konstancije II.
S vremenom su u germanskim narodima postojale dvije paralelne Crkve: arijanska i nicejska. Plemstvo i viši staleži pripadali su arijanskoj Crkvi, a većina stanovništva nicejskoj. Jedino je pod Vandalima došlo do snažnijeg progona nicejskih kršćana. Osim Vandala, arijanstvo su prihvatili i Ostrogoti, Vizigoti, Burgundi i Langobardi, dok su Franci bili jedina germanska skupina koja je odmah prihvatila nicejsko kršćanstvo. Do početka 8. stoljeća ova su arijanska kraljevstva ili osvojili nicejski sljedbenici (Ostrogoti, Vandali, Burgundi), ili su njihovi vladari prihvatili nicejsko kršćanstvo (Vizigoti, Langobardi).